# Diskografija Ansambla bratov Avsenik
Ansambel bratov Avsenik je med leti 1953 in 1990, pa tudi kasneje, pod različnimi imeni skupine izdal skupaj preko 120 studijskih albumov, kompilacij, mini albumov in singlov. Prodali so skupno preko 35 milijonov nosilcev zvoka, kar jih uvršča med najbolj prodajane izvajalce folk glasbe na svetu. 
Skozi vsa leta so za nemško govoreči trg snemali in izdajali pri največji evropski založbi Telefunken/Teldec. Album Zlati zvoki (Goldene Klänge aus Oberkrain) iz leta 1972 je njihova najbolje prodajana plošča.
Njihove plošče so bile skozi leta večkrat ponatisnjene tako na vinilkah, kasetah in zgoščenkah.

## Slovenija

### Studijski albumi (velike plošče)
| Naslov                                                         | Izid                   | Opomba                            |
| -------------------------------------------------------------- | ---------------------- | --------------------------------- |
| Tam, kjer murke cveto                                          | - 1957 (???) - Jugoton | vinilka 10"                       |
| Klic z gora                                                    | - 1961 (???) - Jugoton | vinilka 10"                       |
| Srečno potǃ                                                    | - 1964 (???) - Jugoton | vinilka 10"                       |
| Kvintet Avsenik                                                | - 1964 (???) - Jugoton | vinilka 10"                       |
| Stari mlin                                                     | - 1964 (???) - Jugoton | vinilka 10"                       |
| Lepe ste ve Karavanke                                          | - 1966 - Jugoton       | vinilka 10"                       |
| Otoček sredi jezera                                            | - 1968 - Helidon       | vinilka 10"                       |
| Odmev s Triglava                                               | - 1969 - Helidon       | vinilka 10"                       |
| Zlati zvoki                                                    | - 1972 - Helidon       | rekordno prodana plošča           |
| Za tvoj praznik / Srebrne smučine                              | - 1973 - Helidon       | dvojna vinilka 10"                |
| Slovenija, odkod lepote tvoje (20 let Ansambla bratov Avsenik) | - 1974 - Helidon       | dvojna vinilka 10", kaseta        |
| V deželi petja in glasbe                                       | - 1975 - Helidon       | dvojna vinilka 10", kaseta        |
| Lovske laži                                                    | - 1976 - Helidon       | vinilka 10", kaseta               |
| Kjer pesem in veselje sta doma                                 | - 1976 - Helidon       | dvojna vinilka 10", kaseta        |
| Povsod smo mi doma                                             | - 1977 - Helidon       | dvojna vinilka 10", kaseta        |
| Po klančku gor, po klančku dol                                 | - 1978 - Helidon       | dvojna vinilka 10", kaseta        |
| Glasba najlepši spomin                                         | - 1980 - Helidon       | dvojna vinilka 10", kaseta        |
| Vesele urice                                                   | - 1980 (???) - Helidon | dvojna vinilka 10", kaseta        |
| Biseri Slovenije                                               | - 1981 (???) - Helidon | dvojna vinilka 10", kaseta        |
| Spet na vasi                                                   | - 1981 (???) - Jugoton | kaseta                            |
| Srečno novo leto                                               | - 1982 - Helidon       | dvojna vinilka 10", dvojna kaseta |
| 30 let z ansamblom bratov Avsenik                              | - 1983 - Helidon       | dvojna vinilka 10", dvojna kaseta |
| Zvoki violin                                                   | - 1983 - Helidon       | vinilka 10", kaseta               |
| Gremo na Olimpiado                                             | - 1984 - Helidon       | vinilka 10", kaseta               |
| Prav fletno se imamo                                           | - 1984 - Helidon       | dvojna vinilka 10", dvojna kaseta |
| Košir pa Tof z Avseniki                                        | - 1985 - Helidon       | vinilka 10", kaseta               |
| Glasbeni pozdrav                                               | - 1986 - Helidon       | vinilka 10", kaseta               |
| Planinski cvet                                                 | - 1986 (???) - Helidon | vinilka 10", kaseta               |
| Muzikantje izpod Robleka                                       | - 1986 (???) - Helidon | vinilka 10", kaseta               |
| Veselo na pot                                                  | - 1987 (???) - Helidon | vinilka 10", kaseta               |
| 35 let – Jubilejni zvoki                                       | - 1988 - Helidon       | vinilka 10", kaseta               |
| Pri Jožovcu                                                    | - 1988 - Helidon       | vinilka 10", kaseta               |
| Zvezde na nebu žare                                            | - 1988 (???) - Helidon | vinilka 10", kaseta               |
| Praznujte z nami                                               | - 1989 - Helidon       | kaseta                            |
| Vse življenje same želje                                       | - 1991 - Helidon       | kaseta                            |
| S pesmijo po Sloveniji                                         | - 1992 - Helidon       | kaseta                            |
| Melodije bratov Avsenik (s simfoniki RTV Slovenija)            | - 2006 - ZKP RTVS      | zgoščenka                         |

### Kompilacijski albumi
| Naslov                                             | Izid                    | Opomba                        |
| -------------------------------------------------- | ----------------------- | ----------------------------- |
| Tam, kjer murke cveto                              | - 1971 (???) - Jugoton  | kaseta                        |
| Odmev s Triglava                                   | - 1971 (???) - Helidon  | kaseta                        |
| Žvižg pod oknom                                    | - 1977 (???) - Jugoton  | kaseta                        |
| Polka–valček–polka                                 | - 1989 (???) - Helidon  | zgoščenka, kaseta             |
| Polka–valček–polka 3                               | - 1990 (???) - Helidon  | kaseta                        |
| Odmev s Triglava                                   | - 1991 - Helidon        | zgoščenka                     |
| Zvezde na nebu žare (Srečno novo leto)             | - 1991 - Helidon        | dvojna zgoščenka              |
| 40 let hitov                                       | - 1993 - Helidon        | dvojna zgoščenka              |
| Polka–valček–polka 2                               | - 1994 - Helidon        | zgoščenka                     |
| Uspešnice bratov Avsenik                           | - 2004 - Avsenik Hohner | dvojna zgoščenka              |
| Ansambel Avsenik Vol. 1 (Legenda slovenske glasbe) | - 2004 - Koch Universal | dvojna zgoščenka              |
| Ansambel bratov Avsenik – Alfi Nipič 1.            | - 2012 - Helidon        | zgoščenka                     |
| 60 let glasbe bratov Avsenik                       | - 2013 - Helidon        | dvojna vinilka "10, zgoščenka |
| Ansambel bratov Avsenik – Alfi Nipič 2.            | - 2018 - Helidon        | zgoščenka                     |
| Prelepa Gorenjska (Helidonove uspešnice)           | - 2019 - Helidon        | vinilka "10, zgoščenka        |

### Mini albumi (extended play)
Skupaj 4 skladbe (2 + 2) obojestransko na vinilni plošči.
| Naslov                  | Izid                   | Opomba     |
| ----------------------- | ---------------------- | ---------- |
| Veseli Begunjčani       | - 1961 (???) - Jugoton | vinilka 7" |
| Zapojte z nami          | - 1962 (???) - Jugoton | vinilka 7" |
| Mi se imamo radi        | - 1963 (???) - Jugoton | vinilka 7" |
| Pod Špikom              | - 1967 (???) - Jugoton | vinilka 7" |
| Koračnica Julijskih Alp | - 1969 (???) - Helidon | vinilka 7" |

### Singli (male plošče)
Skupaj 2 skladbi (1 + 1) obojestransko na vinilni plošči. 
| Naslov                                  | Izid                    | Opomba     |
| --------------------------------------- | ----------------------- | ---------- |
| Praznovanje na deželi                   | - 1956 (???) - Jugoton  | vinilka 7" |
| Kmetič praznuje                         | - 1957 (???) - Jugoton  | vinilka 7" |
| Na Golici                               | - 1957 (???) - Jugoton  | vinilka 7" |
| Veseli svatje                           | - 1957 (???) - Jugoton  | vinilka 7" |
| Na Robleku                              | - 1957 (???) - Jugoton  | vinilka 7" |
| Če vinček govori                        | - 1957 (???) - Jugoton  | vinilka 7" |
| Spomin                                  | - 1957 (???) - Jugoton  | vinilka 7" |
| Jaz sem pa en Franc Košir               | - 1969 - Helidon        | vinilka 7" |
| Stol je najvišji vrh                    | - 1969 - Helidon        | vinilka 7" |
| Bled prekrasen si (Otoček sredi jezera) | - 1970 - Helidon        | vinilka 7" |
| Polka na Voglu                          | - 1970 - Helidon        | vinilka 7" |
| Pri sedmerih jezerih                    | - 1974 - Helidon        | vinilka 7" |
| Gremo na Pokljuko                       | - 1975 - Helidon        | vinilka 7" |
| Čakala bom                              | - 1975 - Helidon        | vinilka 7" |
| Trideset let z Ansamblom bratov Avsenik | - 1983 - Helidon, Večer | vinilka 7" |

## Nemčija

### Studijski albumi (velike plošče)
| Naslov                                                                      | Izid                      | Lestvice | Lestvice | Lestvice | Opomba                     |
| Naslov                                                                      | Izid                      | AVT      | NEM      | ŠVI      | Opomba                     |
| --------------------------------------------------------------------------- | ------------------------- | -------- | -------- | -------- | -------------------------- |
| Heiteres Wunschkozert                                                       | - 1963 (???) - Telefunken | —        | —        | —        | vinilka "10                |
| Daheim in Oberkrain                                                         | - 1968 (???) - Telefunken | —        | —        | —        | vinilka "10                |
| Gut aufgelekt in Oberkrain                                                  | - 1968 (???) - Telefunken | —        | —        | —        | vinilka "10                |
| Grüße Aus Oberkrain                                                         | - 1968 (???) - Telefunken | —        | —        | —        | vinilka "10                |
| Jägerlatein in Oberkrain                                                    | - 1969 (???) - Telefunken | —        | —        | —        | vinilka "10, kaseta        |
| Auf silbernen Spuren                                                        | - 1970 (???) - Telefunken | —        | —        | —        | vinilka "10                |
| Frohe Stunden in Oberkrain                                                  | - 1970 (???) - Telefunken | —        | —        | —        | vinilka "10                |
| Goldene Klänge aus Oberkrain                                                | - 1972 - Telefunken       | —        | —        | —        | rekordno prodana plošča    |
| Am schönsten ist's zu Haus                                                  | - 1972 (???) - Telefunken | —        | —        | —        | vinilka "10                |
| Ein Abend mit den Original Oberkrainern                                     | - 1972 (???) - Telefunken | —        | —        | —        | vinilka "10, kaseta        |
| Es Ist So Schön Ein Musikant Zu Sein                                        | - 1974 - Telefunken       | —        | —        | —        | dvojna vinilka "10, kaseta |
| Freunde, Wir Bleiben Freunde                                                | - 1974 - Telefunken       | —        | —        | —        | vinilka "10                |
| Sonntagskonzert                                                             | - 1975 - Telefunken       | —        | —        | —        | vinilka "10                |
| Mit Musik Und Guter Laune                                                   | - 1975 - Telefunken       | —        | —        | —        | dvojna vinilka "10, kaseta |
| Jeder hat Sein Hobby                                                        | - 1978 - K-Tel            | 21       | —        | —        | dvojna vinilka "10, kaseta |
| "—" album se ni uvrstil na glavne zgoraj navedene državne glasbene lestvice |                           |          |          |          |                            |

### Kompilacijski albumi
| Naslov                                                                             | Izid                 | Lestvice | Lestvice | Lestvice | Opomba                     |
| Naslov                                                                             | Izid                 | AVT      | NEM      | ŠVI      | Opomba                     |
| ---------------------------------------------------------------------------------- | -------------------- | -------- | -------- | -------- | -------------------------- |
| Ein Abend mit den Original Oberkrainern (skupaj z različnimi izvajalci)            | - 1966 - London Rec. | —        | 29       | —        | vinilka "10                |
| Die 20 Besten                                                                      | - 1977 - K-Tel       | 1        | 3        | —        | dvojna vinilka "10, kaseta |
| Seine grossen Erfolge (Posebna izdaja – 1. del)                                    | - 2015 - Tyrolis     | 75       | —        | —        | dvojna zgoščenka           |
| Das Beste                                                                          | - 2016 - Telamo      | 16       | 34       | 38       | dvojna zgoščenka           |
| "—" kompilacija se ni uvrstila na glavne zgoraj navedene državne glasbene lestvice |                      |          |          |          |                            |